# Jason Marsalis
Jason Marsalis (Nueva Orleans, 4 de marzo de 1977) es un baterista de Jazz estadounidense y miembro de la famosa familia Marsalis, de músicos de Jazz. Él es el hijo menor de Delores Ferdinand Marsalis y Ellis Marsalis, Jr.
Sus hermanos son Branford Marsalis, Wynton Marsalis, Ellis Marsalis III (1964), Delfeayo Marsalis, y  Mboya Kinyatta (1971). Branford, Wynton y Delfeayo también son músicos de Jazz.